# Mademoiselle Dubois
Pour les articles homonymes, voir Blouin et Dubois.
Marie-Madeline Blouin, dite Mademoiselle Dubois, est une actrice française née en 1746 à Paris et morte le 16 novembre 1779 dans la même ville.

## Biographie
Elle débute à la Comédie-Française en 1759. 
Sociétaire de la Comédie-Française en 1761. 
Retraitée en 1773.

## Quelques rôles
(Source : Base La Grange, site de la Comédie-Française)
- 1759 : Didon de Jean-Jacques Lefranc de Pompignan : Didon
- 1765 : Adélaïde du Guesclin de Voltaire : Adélaïde
- 1765 : Andromaque de Jean Racine : Andromaque
- 1765 : Zaïre de Voltaire : Zaïre
- 1765 : Mithridate de Jean Racine : Monime
- 1765 : Brutus de Voltaire : Tullie
- 1766 : Sémiramis de Voltaire : Azéma
- 1766 : Mahomet de Voltaire : Palmire
- 1766 : Iphigénie de Jean Racine : Eriphile
- 1766 : Rodogune de Pierre Corneille : Rodogune
- 1766 : Horace de Pierre Corneille : Camille
- 1766 : Alzire de Voltaire : Alzire
- 1767 : Le Cid de Pierre Corneille : Chimène
- 1767 : Le Comte d'Essex de Thomas Corneille : La duchesse
- 1767 : Inès de Castro d'Antoine Houdar de La Motte : Inès de Castro
- 1767 : Tancrède de Voltaire : Aménaïde
- 1767 : Athalie de Jean Racine : Josabet
- 1767 : Ariane de Thomas Corneille : Ariane
- 1767 : Héraclius de Pierre Corneille : Pulchérie
- 1768 : Le Comte de Warwick de Jean-François de La Harpe : Élisabeth
- 1769 : Le Siège de Calais de Pierre Laurent de Belloy : Aliénor
- 1770 : Hamlet de Jean-François Ducis d'après William Shakespeare : Ophélie
- 1770 : Cinna de Pierre Corneille : Émilie